# Kangtega
Kangtega, noto anche come The Snow Saddle, è un importante picco montuoso dell'Himalaya in Nepal. La sua cima raggiunge 6 783 metri. La prima ascesa fu nel 1963.

## Ascensioni e altri tentativi conosciuti
1986 Northeast Buttress, FA in stile alpino nuova via di Jay Smith, Mark Hesse, Craig Reason e Paul 'Wally' Teare, 22-29 ottobre.

## Note

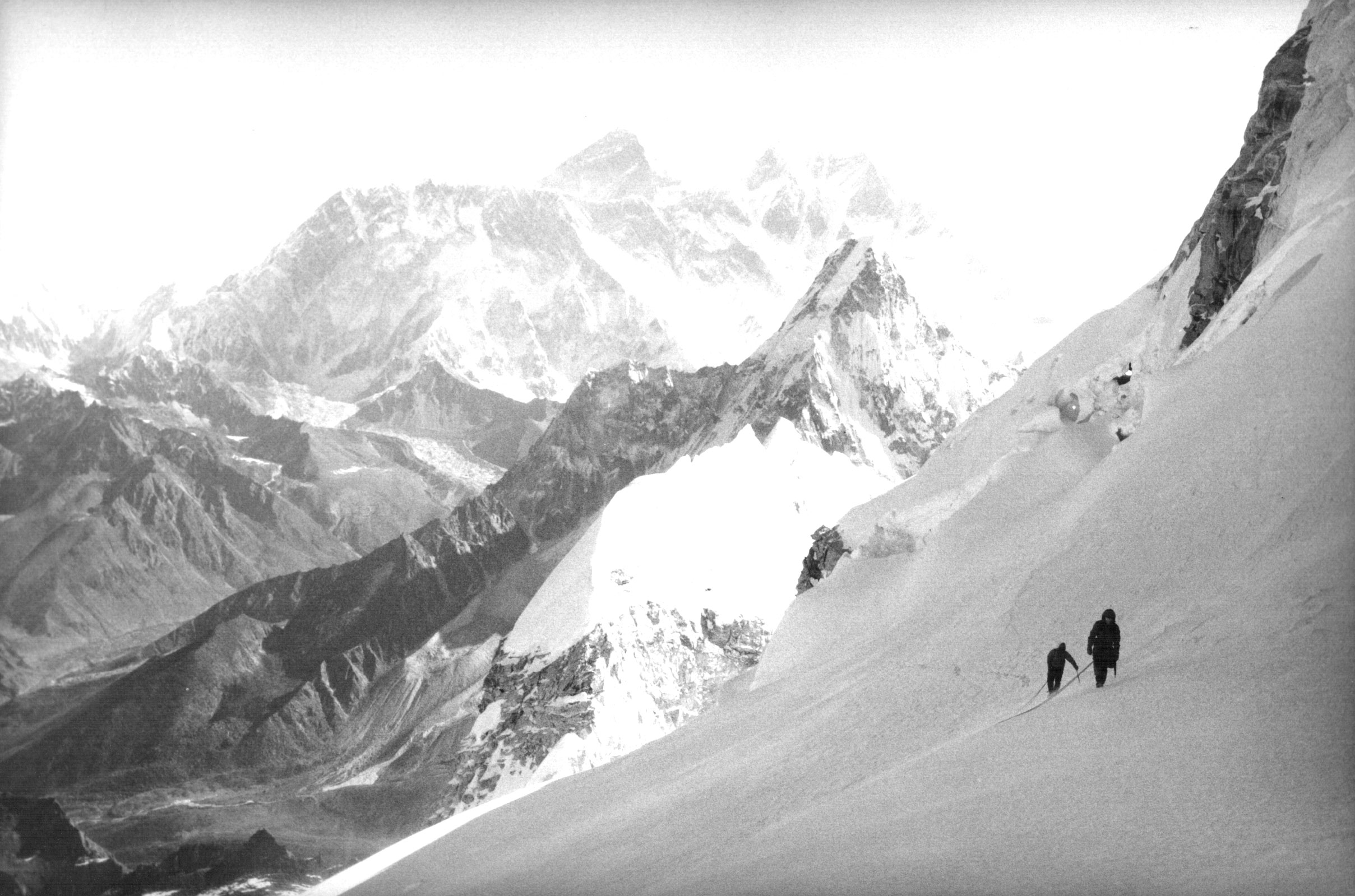
Alison Hargreaves e Jeff Lowe durante l'arrampicata del Kangtega, 1 Maggio 1986